# Unža
Unža (rusky Унжа) je řeka ve Vologdské a v Kostromské oblasti v Rusku. Je dlouhá 426 km. Povodí řeky má rozlohu 27 800 km².

## Průběh toku
Vzniká soutokem zdrojnic Kema a Lundonga, které pramení v Severních Úvalech. Je levým přítokem Volhy. Ústí do Unženského zálivu Gorkovské přehrady, jež vzdouvá dolní tok řeky.

### Přítoky
- zprava – Viga, Něja
- zleva – Meža

## Vodní režim
Zdrojem vody jsou převážně sněhové srážky. Průměrný roční průtok vody ve vzdálenosti 50 km od ústí činí 158 m³/s, maximální dosahuje 2520 m³/s a minimální 7,82 m³/s. Zamrzá na konci října až na začátku prosince a rozmrzá v dubnu až na začátku května. Nejvyšších vodních stavů dosahuje v dubnu a v květnu.

## Využití
Po řece se plaví dřevo a na dolním toku je možná vodní doprava. Leží na ní města Kologriv, Manturovo, Makarjev.